# 列治文山
列治文山，亦作烈治文山，是加拿大安大略省约克区中南部一市，離多伦多以北約15公里，為大多伦多地区的一部分。據2023年加拿大人口普查所示，列治文山人口為21萬2千人。
自1990年代以来，列治文山的人口大幅增长。该地自1957年设镇，并于2019年晋升为城市。该市是加拿大最大的望远镜大卫·邓拉普天文台（David Dunlap Observatory）的所在地。

## 歷史
上加拿大首位總督錫姆科（John Graves Simcoe）於1790年代決定興建一條道路連接殖民地首府約克（即現多伦多）和巴里，以便當局調度軍隊。該道路取名央街，並貫穿現列治文山的中心地帶，為當地的日後發展奠下先基。當局於1794年在現列治文山一帶首次進行勘探，到1796年已將該帶劃分為一系列地段，並確立該帶的東西向和南北向基線幹道系統。歐裔殖民於18和19世紀交替之間到此定居，當中包括美國獨立戰爭後繼續效忠英國的保皇派、以及德裔賓夕法尼亞人。阿布納·邁爾斯（Abner Miles）於1800年從約克遷居至此，並在此開设商店和客棧；到了1801年當地已以他命名為邁爾斯山（Miles' Hill）。
英屬北美總督查爾斯·倫諾克斯，第四代列治文公爵於1819年夏季到此地考察，有傳邁爾斯山因此以他更名為列治文山。此外亦有傳當地一名教師受到英格蘭薩里郡的一座列治文山所啓發，將此地改為現稱。隨著央街的道路質素日漸改善，列治文山亦於1828年新增馬車服務，每日來回約克和荷蘭登陸地（Holland Landing）。當地於1836年設立郵局，「列治文山」一名亦隨之獲得政府認受。
當時的列治文山並未設立地方建制，央街以西的地域歸旺鄉（Vaughan Township）管轄，央街以東的地域則歸萬錦鄉（Markham Township）管轄。為了更有效治理該社區，當地居民曾先後於1853年和1857年爭取為列治文山設立建制，但皆未成事。列治文山終在1872年6月18日正式設立村級建制，村議會則於1873年1月1日召開首場會議。
連接列治文山和多倫多的有軌電車線於1896年通車，進一步刺激當地發展。村政府於1912年同意從電車公司購買電力，村内的電街燈遂於同年末啓用。20世紀初數座大型溫室在列治文山落成，當地花卉業隨之蓬勃發展，並為列治文山帶來「加拿大玫瑰之都」的美譽。
二戰後列治文山的管轄範圍有所擴張，村政府先於1953年從萬錦鄉吞併1,000英畝（4平方）土地，再於1956年從旺鄉吞併35英畝（140,000平方）土地，並於1957年更改建制成鎮。隨着約克縣於1971年改組成約克區，列治文山的北界亦同時往北伸展至布盧明頓道（Bloomington Road），橡樹嶺社區和周邊地帶自此歸列治文山管轄。列治文山最後一家溫室園圃公司於1982年結業，而數個商業園則於往後年間陸續在鎮内落成，標誌着當地的經濟轉型。列治文山人口於1990和2000年代繼續上揚，當地並於2019年3月25日年改制為市。

## 交通
兩條400系列高速公路構成了列治文山的兩側：404號公路構成列治文山的東界，南通多倫多，北達紐馬克特；407號收費公路則掠過列治文山南部，西通布靈頓，東至杜林區。約克區政府轄下的數條區道亦貫穿列治文山，當中包括巴佛士街、灣景大道、16大道、麥更些少校大道、額爾金磨坊道和19大道，以及前屬省道資格的央街和7號公路。
列治文山的公共交通服務過去由鎮營的列治文山交通局營運，從2001年起則改由新成立的約克區交通局營運。約克區交通局於2005年開辦了Viva快速公交系統，旗下六條路線中有四條服務列治文山。鐵路服務方面，GO運輸公司旗下連接列治文山和多倫多市中心聯合車站的通勤鐵路線於市內設有三個車站，從南至北分別為朗斯塔夫站（Langstaff）、列治文山站和戈姆利站（Gormley）。
省政府的《驅動安大略2020》交通大綱建議長遠將多倫多地鐵央街線從芬治站向北延伸至7號公路，在此與GO列治文山通勤鐵路線的朗斯塔夫站交匯，但此建議尚未落實興建。

## 人口
據2016年加拿大人口普查所示，列治文山人口為19萬5022，較2011年的18萬5541人上升5.1%。當地人口從1986年至1991年間急升71.3%，在這五年間為全國人口增長最快的城鎮。當時正值香港移民潮，列治文山連同鄰近的萬錦和士嘉堡成為大多倫多地區的熱門港人聚居地。列治文山現時仍有大量華裔居民：2016年人口普查指出鎮内30.2%居民為華裔。此外，2011年人口普查顯示鎮内8.6%居民為西亞裔，所佔比例為全國城鎮之冠。
據2006年人口普查，鎮内居民宗教信仰如下：30.3%天主教徒、19.3%新教徒、19.1%沒有宗教信仰、7.7%猶太教徒、7.6%穆斯林、5.9%正教徒、4.2%其他基督教徒、2.2%末世聖徒、2.0%佛教徒、1.9%印度教徒、0.6%其他東方宗教徒、0.4%錫克教徒。

## 教育
約克郡教育局負責營運市內的英語世俗公立中小學（28間小學、5間中學），而約克天主教教育局則負責營運市內的英語天主教公立中小學（13間小學、2間中學）。市內的一間法語公立中學由維亞蒙德教育局（Conseil scolaire Viamonde）營運。
列治文山境內沒有專上院校；最接近該市的專上院校為塞内卡學院（Seneca College）的萬錦校園。

## 媒體
列治文山為多倫多媒體市場的一部分，大部分服務多倫多的電台和無線電視訊號皆可在列治文山接收。CFMJ（隸屬環球新聞廣播）為唯一一條於列治文山發牌的地區電台頻道，該台的對象為大多倫多地區的廣泛聽眾。《列治文山自由報》（Richmond Hill Liberal）為該市的地區報章，而《多倫多星報》和《多倫多太陽報》亦在此發行。此外，列治文山亦為加拿大全國性粵語收費電視台新時代電視的加東總部。

## 政治
该市的座右铭为“En la rose, je fleuris”（法语意为“像玫瑰一样，我蓬勃发展”），这一座右铭既反映了列治文公爵的格言，也体现了该市在20世纪初作为玫瑰种植中心的历史。那时，列治文山被誉为加拿大的“玫瑰之都”。最近，列治文山的座右铭更新为“往北一点，更美好一点”。
由于大卫·邓拉普天文台的存在，列治文山成为加拿大唯一制定光污染法规的市政府。
2013年6月，市议会通过了一项条例，禁止在新街道号码中使用数字4，因为在某些东亚文化中，数字4被视为不吉利（四的禁忌）。

## 姊妹及友好城市
列治文山於1990年與佛羅里達州萊克蘭結為姊妹城市，並與以色列內坦亞和中國石家莊保持友好城市關係。